# Rhoicinus rothi
Rhoicinus rothi là một loài nhện trong họ Trechaleidae.
Loài này thuộc chi Rhoicinus. Rhoicinus rothi được H. Exline miêu tả năm 1960.